# Listy starego diabła do młodego
Listy starego diabła do młodego (tyt. oryg. The Screwtape Letters) –  utwór literacki C.S. Lewisa z gatunku fikcji chrześcijańskiej, opublikowany po raz pierwszy w 1942 roku.
Treść książki stanowią listy starego diabła do jego siostrzeńca, w których przekazuje on rady dotyczące sposobów na doprowadzenie człowieka, zwanego w książce „Pacjentem”, do potępienia.